# 住吉南町

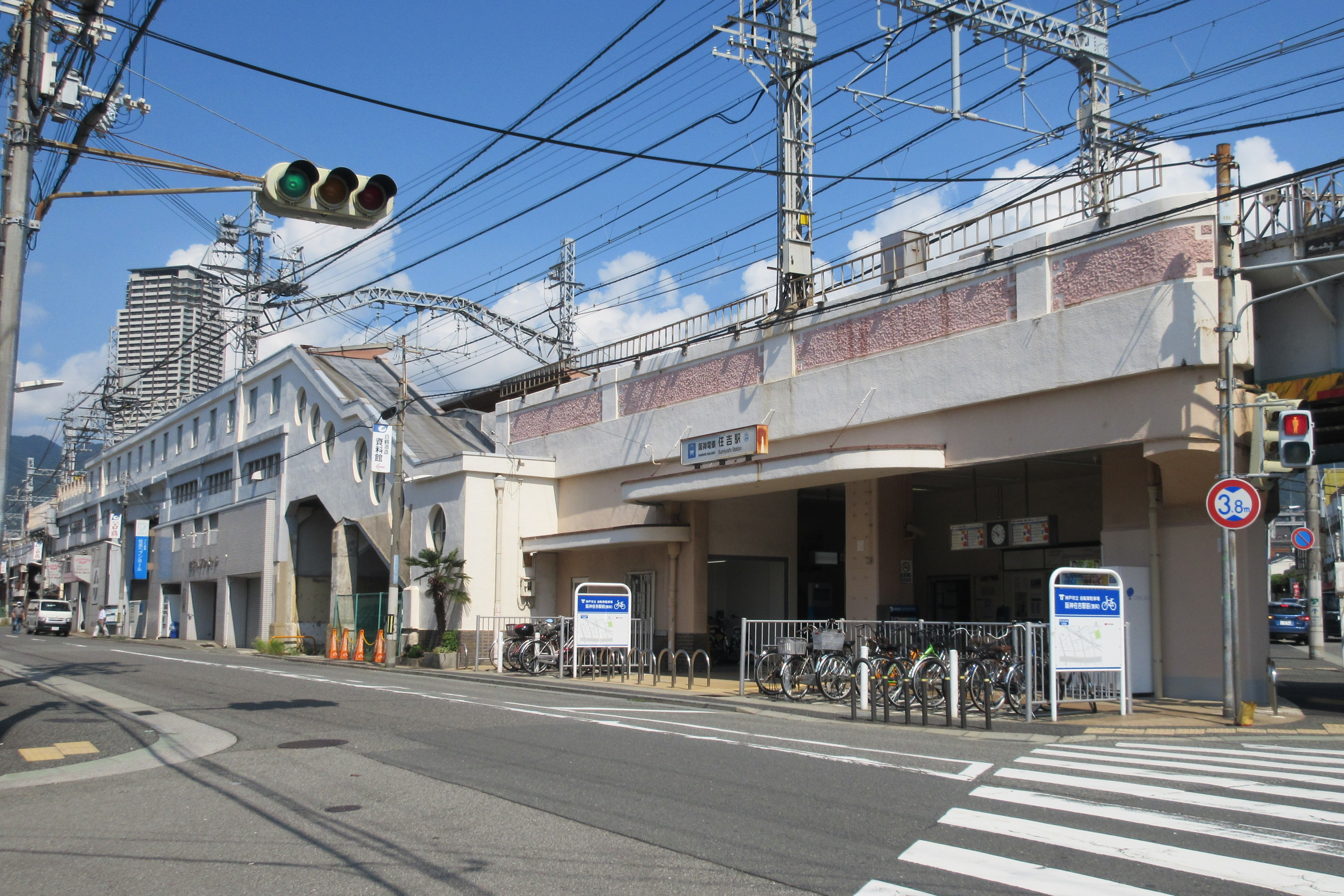
阪神電気鉄道住吉駅南口（五丁目）。駅舎自体は住吉宮町五丁目に所在する。

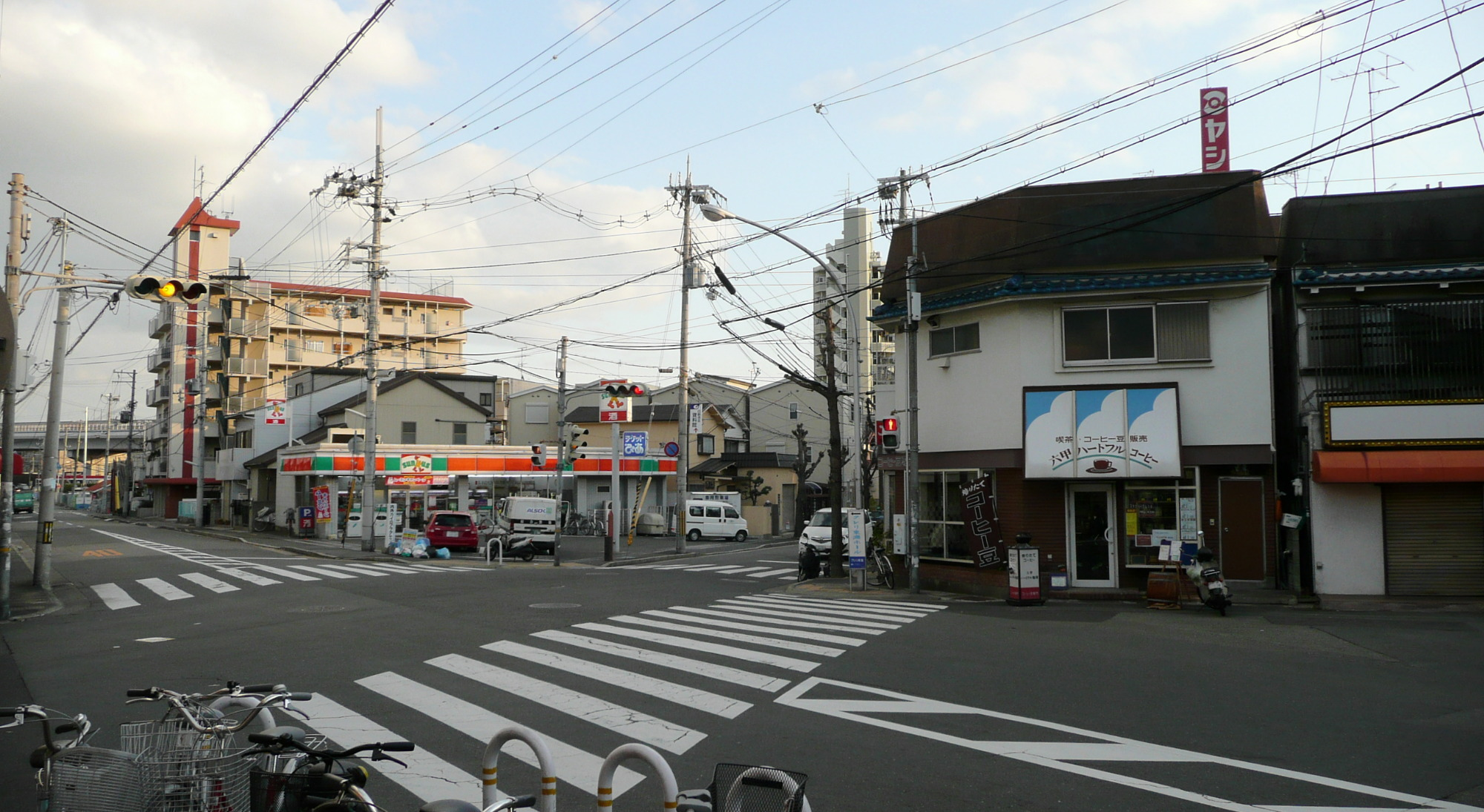
阪神電気鉄道住吉駅前（五丁目）

住吉南町（すみよしみなみまち）は、兵庫県神戸市東灘区の町名の一つ。旧住吉村（住吉地区）のうち、阪神電気鉄道阪神本線以南の区域にあたる。
1969年（昭和44年）6月1日に住吉町浜新田の南部が1丁目、北部が2丁目、住吉町新兵衛新田が4丁目、住吉町呉田の東部が3丁目、西部が5丁目を名乗り、魚崎町魚崎の阪神電車以南・住吉幹線以西を1~3丁目に加えて住居表示した。
今日では東は旧・魚崎町域（魚崎地区）の魚崎西町、南は御影大橋で結ばれた人工島東部第二工区の東半である住吉浜町、西は旧御影町域（御影地区）の御影本町、北は阪神電車を隔てて住吉宮町が隣接する。
平成17年国勢調査（2005年10月1日現在）における世帯数は1,124、人口2,334で内男性1,246人・女性1,088人。

## 地名の由来
住吉南町はほぼ全域が旧住吉村の呉田区の域内である。呉田は本住吉神社の御田があったといわれている。新兵衛新田は呉田に住んでいた医師の山内新兵衛が開発したところ。海浜に開かれた浜新田も古くは新兵衛新田と呼ばれていたという。

## 町名の変遷
※1～3丁目に加えられた魚崎町魚崎については割愛
| 昭和25年4月1日                                     | 昭和33年7月1日 | 昭和44年6月1日 |
| -------------------------------------------------- | -------------- | -------------- |
| 住吉町浜新田                                       | 住吉町浜新田   | 住吉南町一丁目 |
| 住吉町浜新田                                       | 住吉町浜新田   | 住吉南町二丁目 |
|                                                    |                | 住吉南町四丁目 |
| 住吉町新兵衛新田                                   |                |                |
|                                                    | 住吉町呉田     | 住吉南町三丁目 |
| 住吉町馬場東（南部、住吉町求女・泉になった以外）   | 住吉町呉田     | 住吉南町三丁目 |
| 住吉町塚ノ前（南半、住吉町求女になった以外）       | 住吉町呉田     | 住吉南町三丁目 |
| 住吉町八甲田（南部、住吉町唐松・茶屋になった以外） | 住吉町呉田     | 住吉南町五丁目 |
| 住吉町柳（南半、住吉町唐松になった以外）           | 住吉町呉田     | 住吉南町五丁目 |
| 住吉町唐松（南半）                                 | 住吉町呉田     | 住吉南町五丁目 |

## 施設

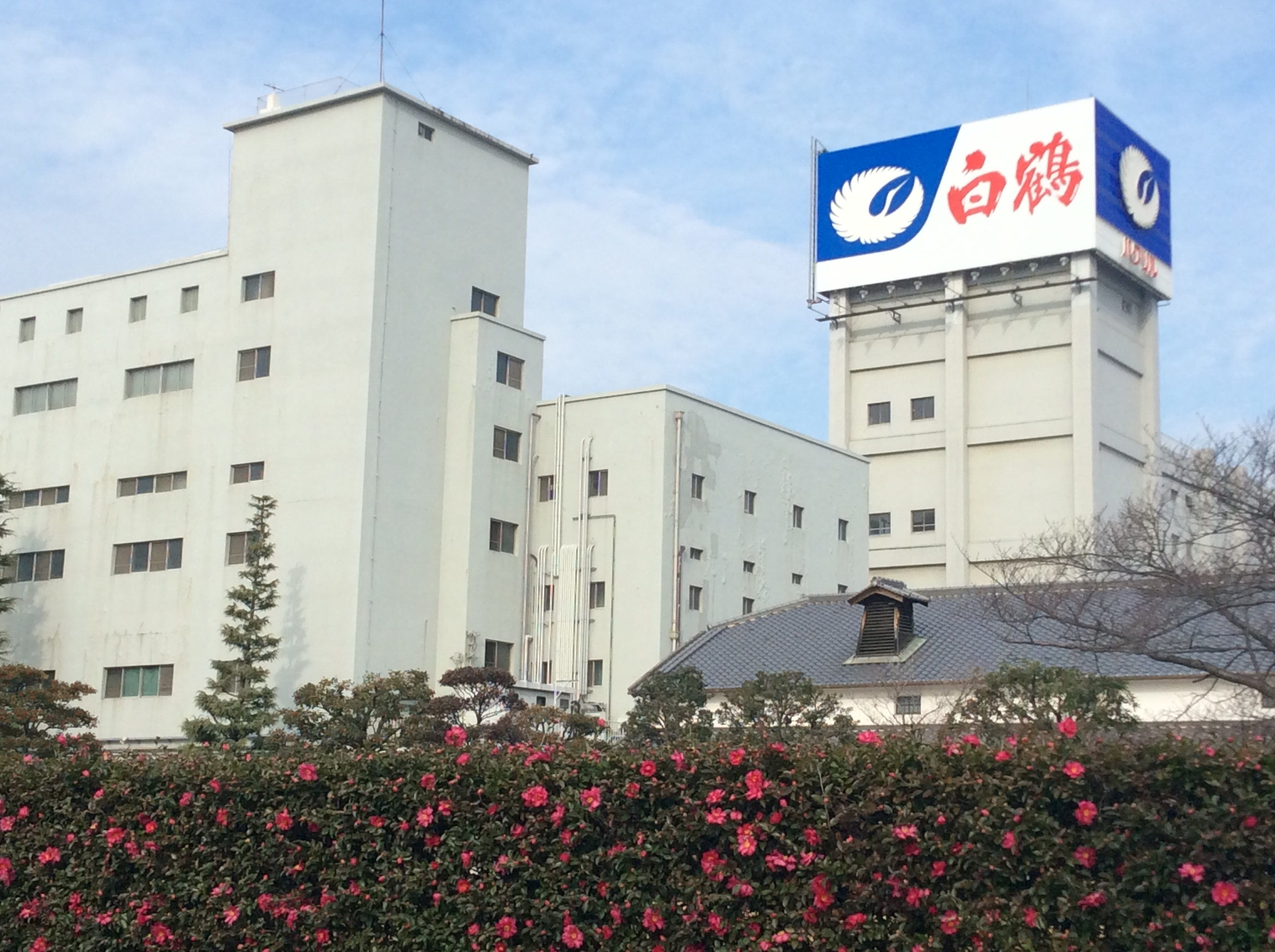
白鶴酒造

- 白鶴酒造本社（四丁目）
- 白鶴酒造資料館（四丁目）